# Ga Hanti
Ga Hanti (Tiếng Hàn: 한티역, Hanja: 한티驛) là ga tàu điện ngầm trên Tuyến Suin–Bundang nằm ở Seolleung-ro, Gangnam-gu, Seoul.

## Lịch sử
- 3 tháng 9 năm 2003: Việc kinh doanh bắt đầu với việc khai trương mở rộng Tuyến Bundang đoạn Suseo ~ Seolleung.
- 10 tháng 12 năm 2004: Loại bỏ nhà ga bán vé đường sắt
- 18 tháng 9 năm 2012: Với việc khai trương đoạn Wangsimni ~ Seolleung, điểm xuất phát của Wangsimni được đổi thành 7,7 km[1]

## Bố trí ga
| ↑ Seolleung |
| \| ２       |
| Dogok ↓     |

| １ | ●Tuyến Suin–Bundang | → Hướng đi Guryong · Moran · Suwon · Incheon →                    |
| ２ | ●Tuyến Suin–Bundang | ← Hướng đi Seolleung · Seonjeongneung · Wangsimni · Cheongnyangni |

## Xung quanh nhà ga
- Lotte Department Store chi nhánh Gangnam
- Bưu điện Daechi 4-dong
- Trường tiểu học Seoul Dogok
- Trung tâm phúc lợi hành chính Daechi 4-dong
- Trường Trung học Cơ sở trực thuộc Đại học Dankook
- Trường Trung học Trực thuộc Đại học Dankook Trường Cao đẳng Sư phạm
- Trường Trung học Phần mềm trực thuộc Đại học Dankook
- Trung tâm phúc lợi hành chính Daechi 1-dong
- Trung tâm an toàn Daechi 1
- Trường tiểu học Seoul Daedo
- Dogok 2-dong
- Bệnh viện Gangnam Severance
- Công viên Dogok
- Trường trung học cơ sở Yeoksam
- Trung tâm cộng đồng Yeoksam 2-dong
- Trường tiểu học Seoul Doseong
- Dogok Rexle
- Raemian Daechi Palace
- Khu vực Raemian Dogok
- Lotte Castle Liebe Daechi APT
- Công viên Daechi I